# Jeg gik mig over sø og land
Jeg gik mig over sø og land er en børnesang hvor forfatter og komponist er ukendt. Den er meget populær blandt børnehavebørn som sangleg.
Sangen lyder som følgende:
Jeg gik mig over sø og land,

der mødte jeg en gammel mand.

Han sagde så og spurgte så:

"Og hvor har du så hjemme?"

"Jeg har hjemme i trampeland,

trampeland, trampeland,

alle de som trampe kan,

de har hjemme i trampeland."

Børnene går rundt i en cirkel med hinanden i hænderne og tramper på omkvædet. De kan så efterfølgende komme til hoppeland, hinkeland, kysseland, danseland, snakkeland, vinkeland osv.
Børnesangen har lånt navn til Lise Nørgaards samling af rejseskildringer fra 1988 af samme navn.